# Donna de Varona
Donna Elizabeth de Varona, född 26 april 1947 i San Diego, är en inte längre aktiv amerikansk tävlingssimmare.
Hon deltog vid de Olympiska sommarspelen 1960 i Rom och 1964 i Tokyo. Vid de senare vann hon en guldmedalj över 400 meter medley. Dessutom vann hon med det amerikanska laget över 4 x 100 meter frisim.
Efter karriären blev hon sportreporter vid American Broadcasting Company (ABC) och var så en av de första kvinnor i världen som hade denna befattning. 1969 blev de Varona upptagem i International Swimming Hall of Fame. Hon blev 1999 hedersdoktor vid United States Sports Academy i Daphne, Alabama.